# Fort Oranje op Ternate
Het Fort Oranje is een fort op het Indonesische eiland Ternate.

## Geschiedenis
Ternate is een klein eiland dat deel uitmaakt van de Molukken en onder de vroegere sultans vooral kruidnagelen produceerde voor de handel. Hierdoor werd het een machtig centrum in de Molukken. Af en toe werd het eiland geteisterd door vulkaanuitbarstingen; bekende erupties waren die van 1673 en van 1772. De sultans van Ternate en het nabijgelegen Tidore waren voordat de Europeanen zich in dit gebied begaven steeds met elkaar in gevecht om de macht. Al aan het einde van de vijftiende eeuw werd de bevolking van Ternate beïnvloed door islamitische elementen, afkomstig van het eiland Java. De eerste Europeanen die Ternate aandeden waren de manschappen van de expeditie van Francisco Serrão; Serrão leed schipbreuk in de buurt van Ceram en werd gered door lokale bewoners. De sultan, die van de schipbreuk in kennis werd gesteld, voerde de schipbreukelingen naar Ternate, in 1512, waar het hen toegestaan werd een fort te bouwen. De bouw begon in 1522 maar de verhouding tussen de Portugezen en de sultan verslechterde in de loop van de tijd. In 1535 werd koning Tabariji door de Portugezen afgezet en naar Goa gedeporteerd. In 1575 werden de Portugezen van Ternate verdreven en werd Ambon het nieuwe Portugese handelscentrum. Onder het bewind van sultan Baab Ullah groeide Ternate uit tot een islamitisch en zeer anti-Portugees eiland (1570-1583).

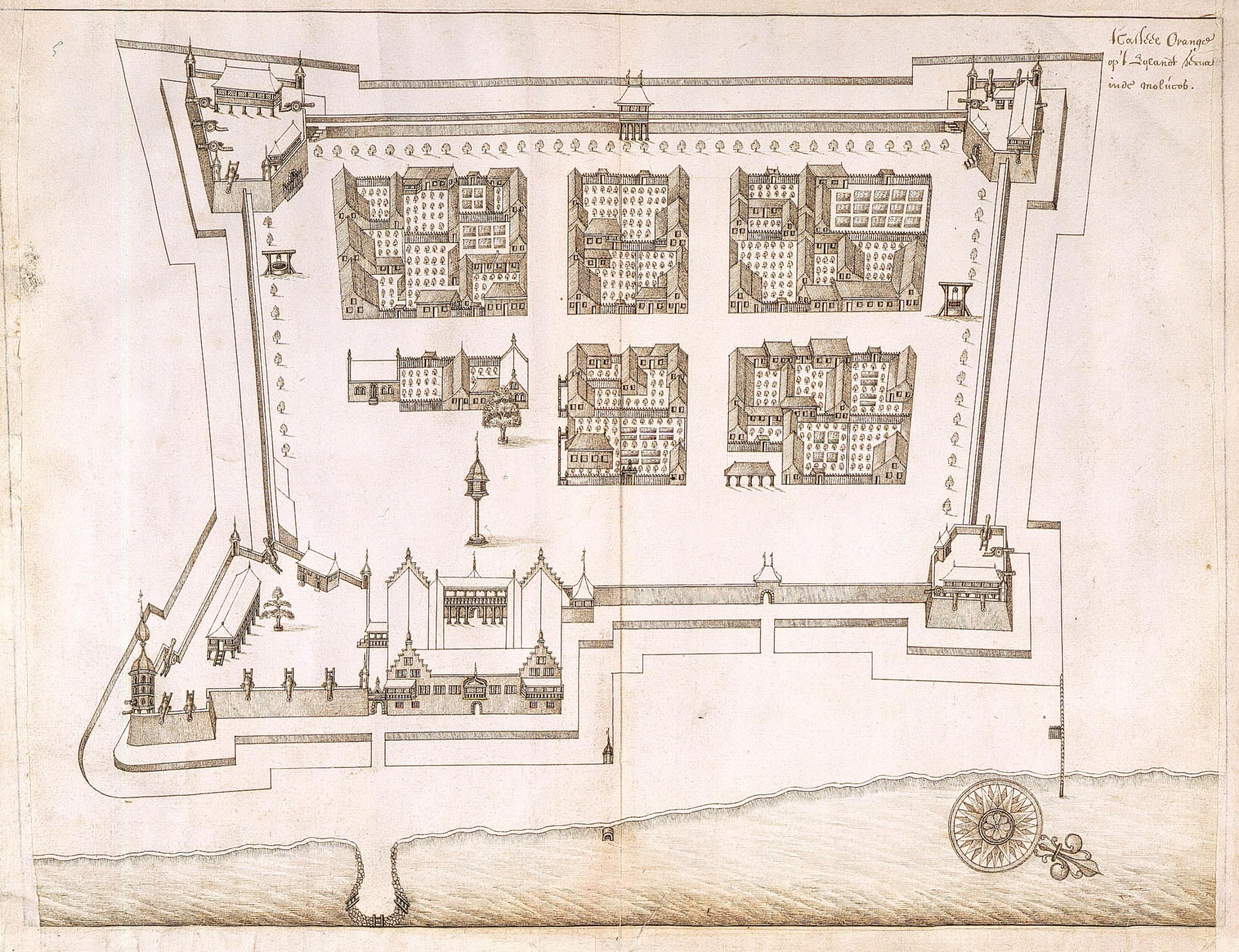
17e-eeuwse kaart van Fort Oranje.

In 1606 veroverden Spaanse troepen onder leiding van gouverneur Pedro Bravo de Acuña het voormalige Portugese fort en deporteerden de sultan en zijn gevolg naar Manilla. Toen in 1607 Cornelis Matelieff met zijn vloot in Ternate aankwam werden er nieuwe verdedigingswerken gebouwd bij het dorpje Malayo. Matelieff liet er een garnizoen achter van 74 man onder leiding van de opperkoopman Gerrit Gerritsz. van der Buys, met de jachten Duyfken, Delft, Enckuizen en later nog de Grote Zon onder bevel van Jan Lodewijksz. van Rosengeyn. Het toen gebouwde Nederlandse fort, al snel Fort Oranje genoemd, werd boven op een ouder Maleis fort gebouwd en vormde het hoofdkwartier van de VOC, totdat dit omstreeks 1619 verplaatst werd naar Batavia. Ternate was verdeeld tussen de Spanjaarden en de Nederlanders. Onder sultan Hamzah (1627-1648), die Nederlandsgezind was, breidde het grondgebied van Ternate zich uit. Een aantal gebieden werd aan de VOC gegeven in ruil voor het beheersen van opstanden. In 1663 verlieten de Spanjaarden Ternate en Tidore, waarna dit gebied in de achttiende eeuw een Nederlandse VOC-gouverneur kreeg, die de handel in het gebied der noordelijke Molukken bestuurde en controleerde. Deze gouverneur gebruikte het fort als residentieplaats. Toen de VOC in 1800 ophield te bestaan werd Ternate onder het bestuur van de regering van de Molukken gesteld. In 1810 werd Ternate bezet door Engelse troepen, die hun bestuur in 1817 weer overgaven aan een Nederlands garnizoen onder leiding van Arnold Buyskes.
Hoewel het fort tegenwoordig nog niet gerestaureerd is zijn de muren nog steeds in goede staat, ondanks de aldaar veel voorkomende aardbevingen. Delen van het complex zijn in gebruik door het leger en de politie. Het fort is vrij te bezichtigen.

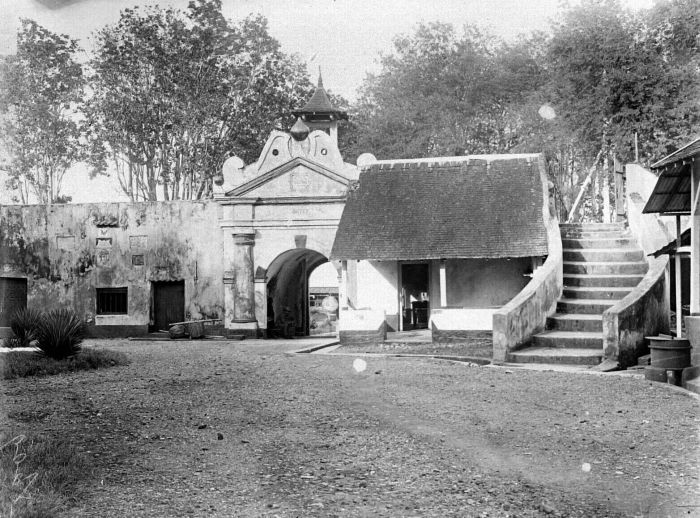
hoofdpoort
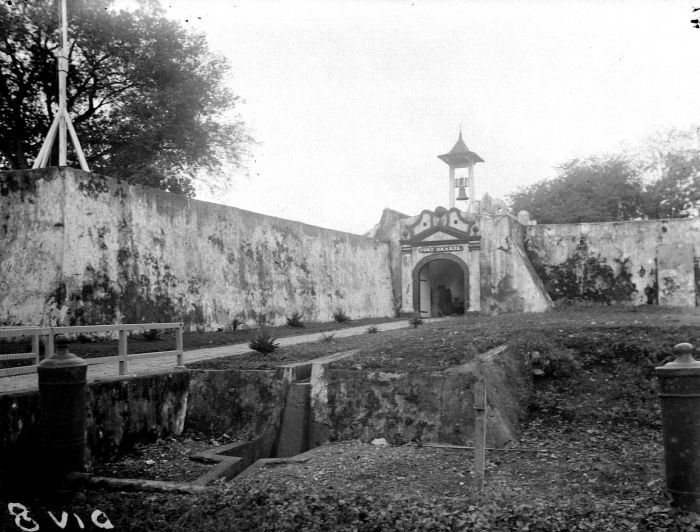
buitenmuur
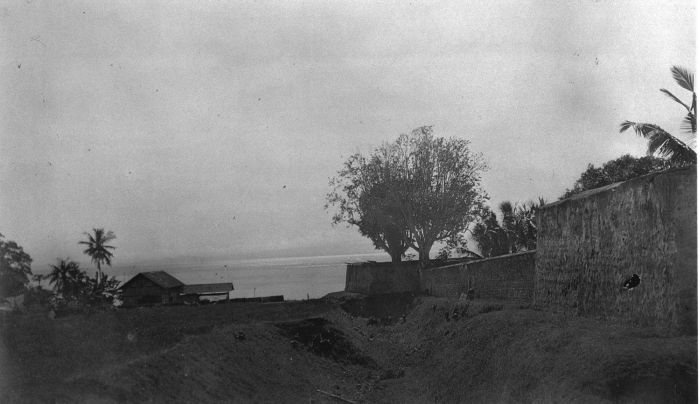
buitenmuur
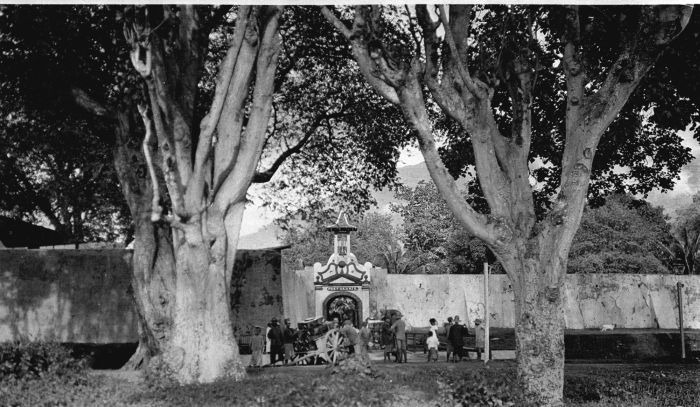
toegangspoort
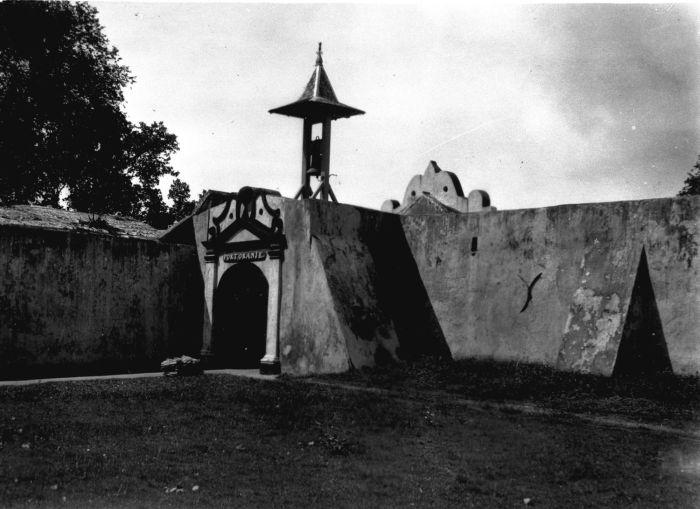
toegangspoort met klok
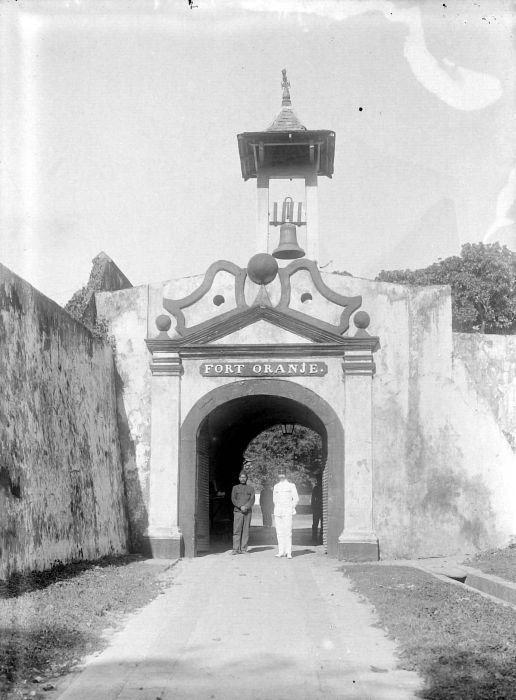
Ingang van Fort Oranje (datum onbekend)